# ComfortJet
Der ComfortJet ist ein fest gekuppelter und 230 km/h schneller Wendezug der České dráhy (ČD). Die Züge werden von Siemens Mobility und Škoda Transportation gebaut und seit 2024 ausgeliefert. Der ComfortJet wird älteres Wagenmaterial auf EuroCity- und Intercity-Verbindungen der ČD ersetzen. Achtteilige Züge (ohne Steuerwagen) kommen seit April 2024 zum Einsatz, die kompletten neunteiligen Garnituren seit April 2025.

## Geschichte
Am 12. April 2021 gewann das Konsortium Siemens Mobility und Škoda Transportation den Wettbewerb um den Rahmenvertrag für die Lieferung von 180 neuen Wagen, dabei ist Siemens Mobility für die Wagen und Drehgestelle und Škoda Transportation für den Innenausbau verantwortlich.
Im März 2022 unterzeichnete České dráhy mit Siemens Mobility einen Vertrag über den Kauf von 50 Mehrsystem-Elektrolokomotiven Siemens Vectron, die eine maximale Betriebsgeschwindigkeit von 230 km/h haben. Die ComfortJet-Züge sollen mit diesen Lokomotiven betrieben werden. ČD war der Erstbesteller der 230 km/h schnellen Lokomotivvariante.

## Technik

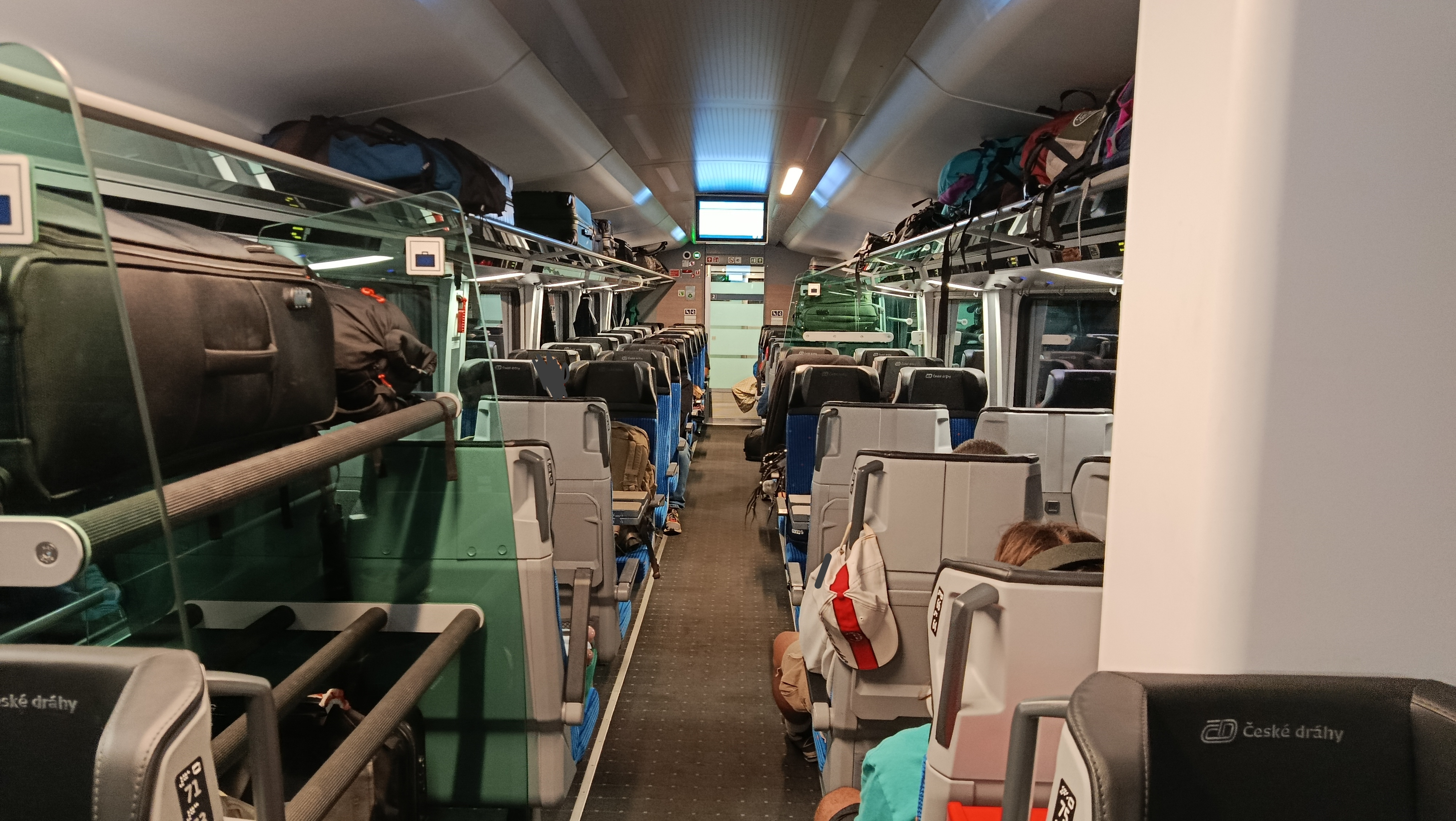
Der Innenraum ist ziemlich ähnlich dem Railjet der 1. Generation

Der ComfortJet besteht aus neun Wagen, die permanent druckdicht gekuppelt sind. An einem Ende der Zuges ist eine Lokomotive, am anderen ein Steuerwagen angekuppelt. Wie bei seinem Vorgänger, dem Railjet 1. Generation, werden die Wagen innerhalb einer Garnitur mit semi-permanenten Schalenkupplungen verbunden. Dadurch können zusätzliche Wagen innerhalb einer Garnitur nur in der Werkstatt eingefügt werden. Die Wagenenden an den Enden einer Garnitur sind dagegen mit Schraubenkupplungen und Puffern ausgerüstet.

## Geplante Einsatzgebiete
České dráhy plant die Züge auf folgenden Verbindungen einzusetzen:
- Praha/Prag hl.n.–Olomouc hl.n.–Ostrava hl.n.
- Praha hl.n.–Ústí nad Labem hl.n.–Dresden Hbf–Berlin Hbf–Hamburg Hbf (–Københavns Hovedbanegård)[5]
- Praha/Prag hl.n.–Brno/Brünn hl.n–Wien Hbf–Graz Hbf (–Villach Hbf)
- Praha hl.n.–Brno hl.n.–Bratislava hlavná stanica–Budapest Nyugati